# ムルシア・トラム
ムルシア・トラム（スペイン語: Tranvía de Murcia）は、スペインの都市・ムルシアに存在する路面電車（ライトレール）。2007年の試験的な短距離の開通を経て2011年以降本格的な営業運転を実施している。運営はスペインの企業の子会社である「トランヴィア・デ・ムルシア（Tranvía de Murcia）」によって行われている。

## 歴史
スペインの都市・ムルシアにはかつて1896年に開通した路面軌道が存在した。開通当初は馬や蒸気機関を用い、後年には電気動力へと切り替えられたが、自動車の発達により1929年3月に廃止された。
その後、世界的な路面電車の見直しの中でムルシアに再度路面電車（ライトレール）を導入する動きが起こり始め、まず2006年10月からの工事を経て2007年4月29日に試験的な導入も兼ねて全長2.2 km、4つの停留場を有する区間が開通した。その後、2009年4月に路線の建設・運営に携わる合弁企業（UTE）「トランヴィア・デ・ムルシア」がFCCグループとコムサグループの間で立ち上げられ、同年から翌2010年までに最初の本格的な路線となる1号線の建設が進められた。そして、2011年5月18日、全長18.4 kmの路線を用いた本格的な営業運転が開始された。

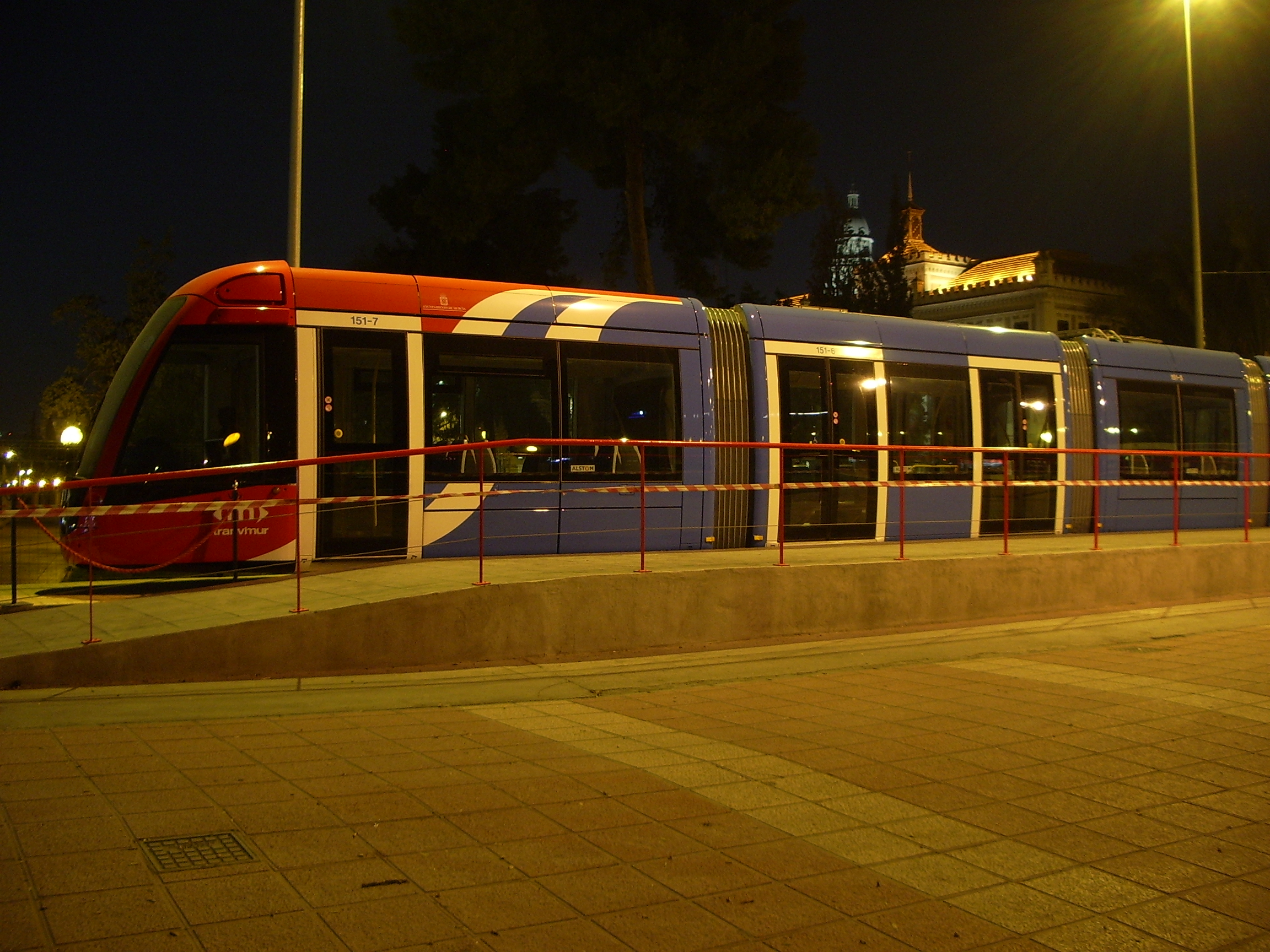
開通前に納入された車両（2007年撮影）

それ以降の延伸については政治的な経緯もあり長らく実現しなかったが、2024年10月にプラザ・サーキュラー（Plaza Circular）から分岐しムルシア・デ・カルメン駅へ向かう全長2.2 kmの路線の建設が決定している。一方、運営組織については、2022年11月にコムサグループが所有していた全株をFCCグループが購入しており、以降「トランヴィア・デ・ムルシア」はFCCグループの完全子会社となっている。

## 路線
2024年時点でムルシアのライトレールは全長18 km、28か所の停留場を持つ路線網を有しており、主にムルシアの北部地域と中心部を結んでいる。全区間を纏めて「1号線」と呼称しているが、運行系統はエスタディオ・ヌエバ・コンドミーナ（Estadio Nueva Condomina）とムルシア大学（Universidad de Murcia）を結ぶ本線（全長16.7 km）と、途中のテラ・ナトゥーラ電停（Terra Natura）とサン・アントニオ・カトリック大学（Universidad Católica San Antonio de Murcia）を結ぶ支線（シャトル）（全長2.2 km）に分かれており、後者を「1B号線」と呼ぶ場合もある。

## 車両
ムルシアのライトレールで使用されている車両は、アルストムが展開する超低床電車ブランド「シタディス」（シタディス302）である。元はマドリードのライトレールであるメトロ・リヘロ向けに製造された車両だが、計画の見直しにより多数の車両が余剰となった結果他都市への売却が実施された経緯を持ち、そのうちムルシアには11両が導入された。そのうち2024年時点で営業運転に用いられているのは9両である。

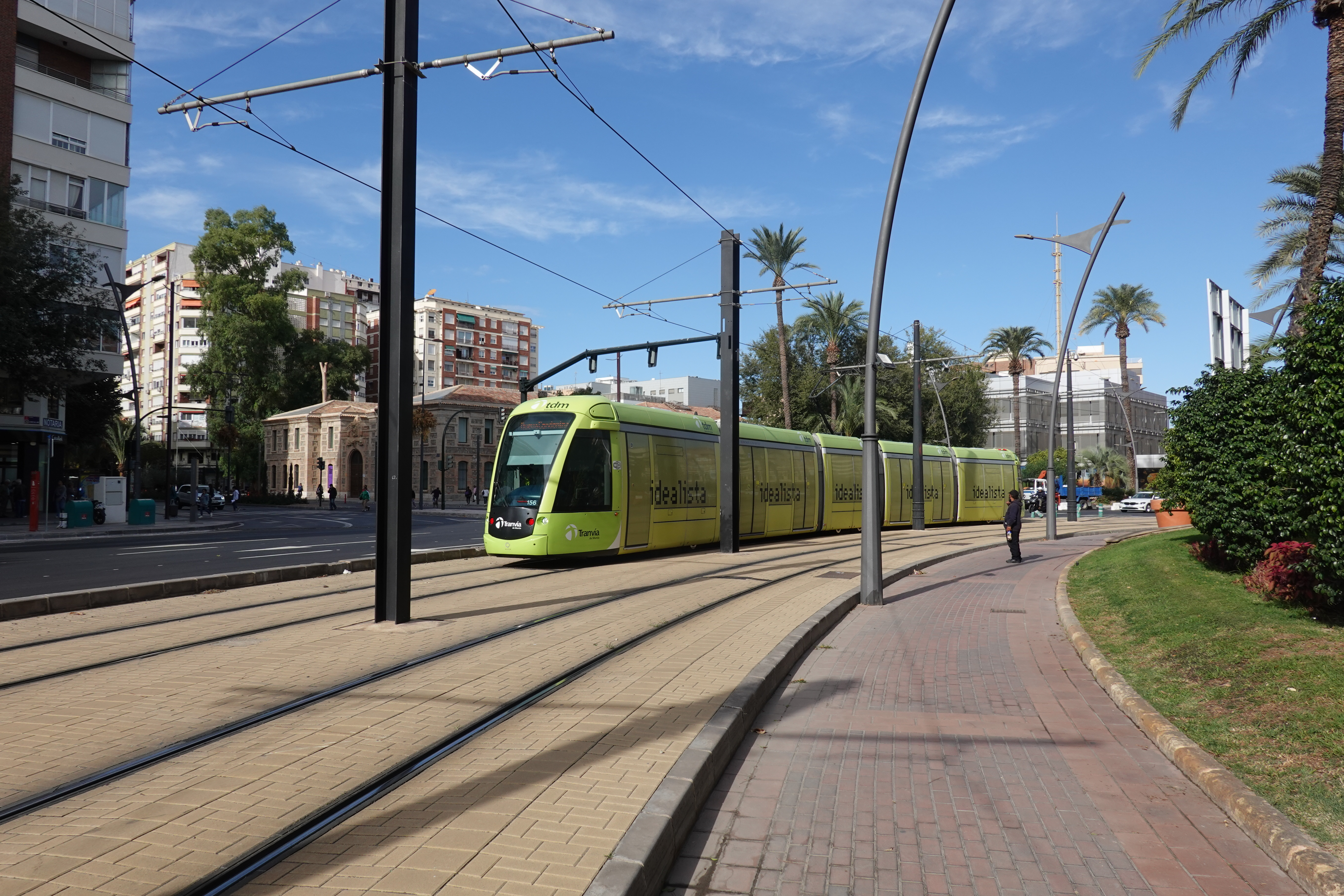
2023年撮影
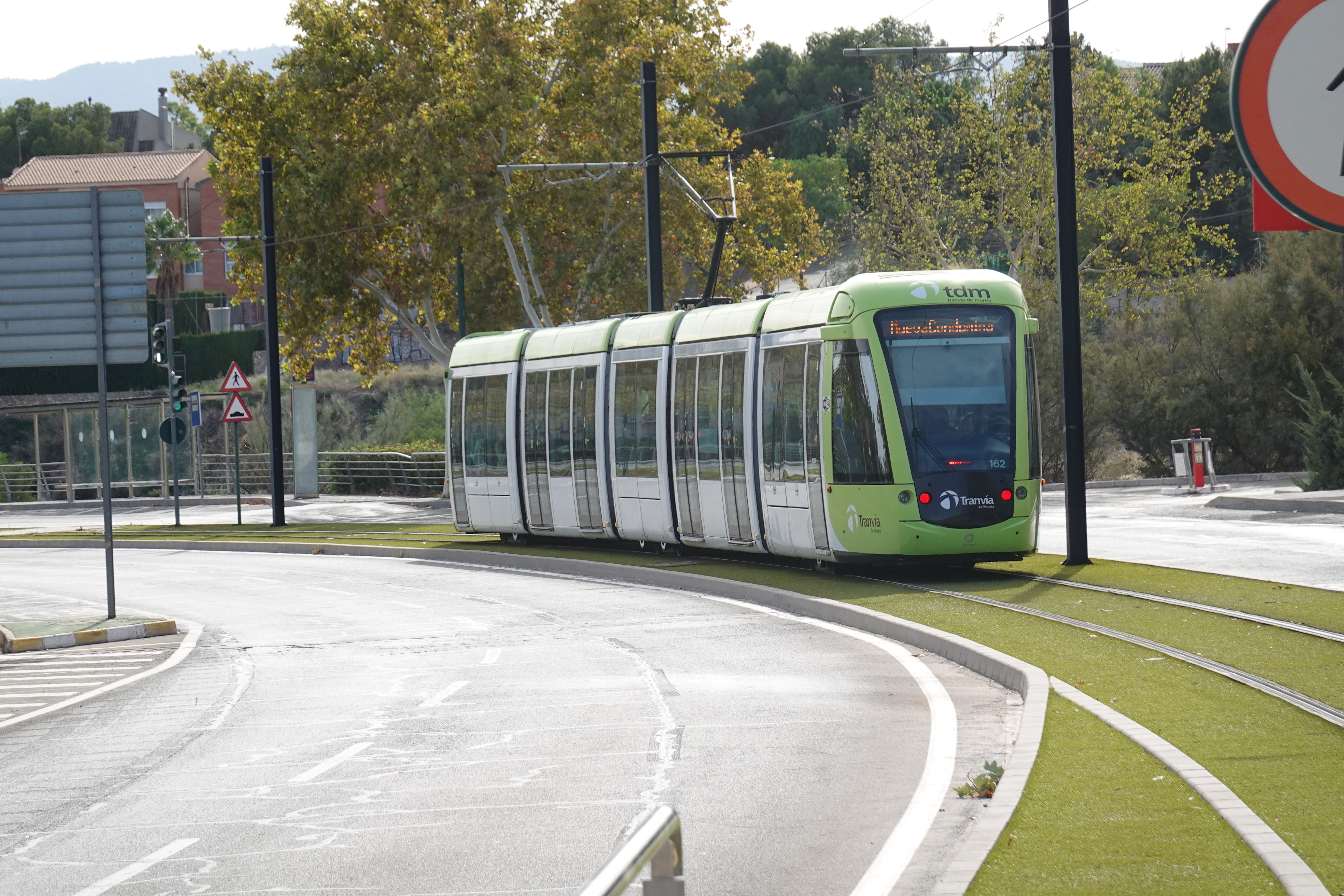
2023年撮影
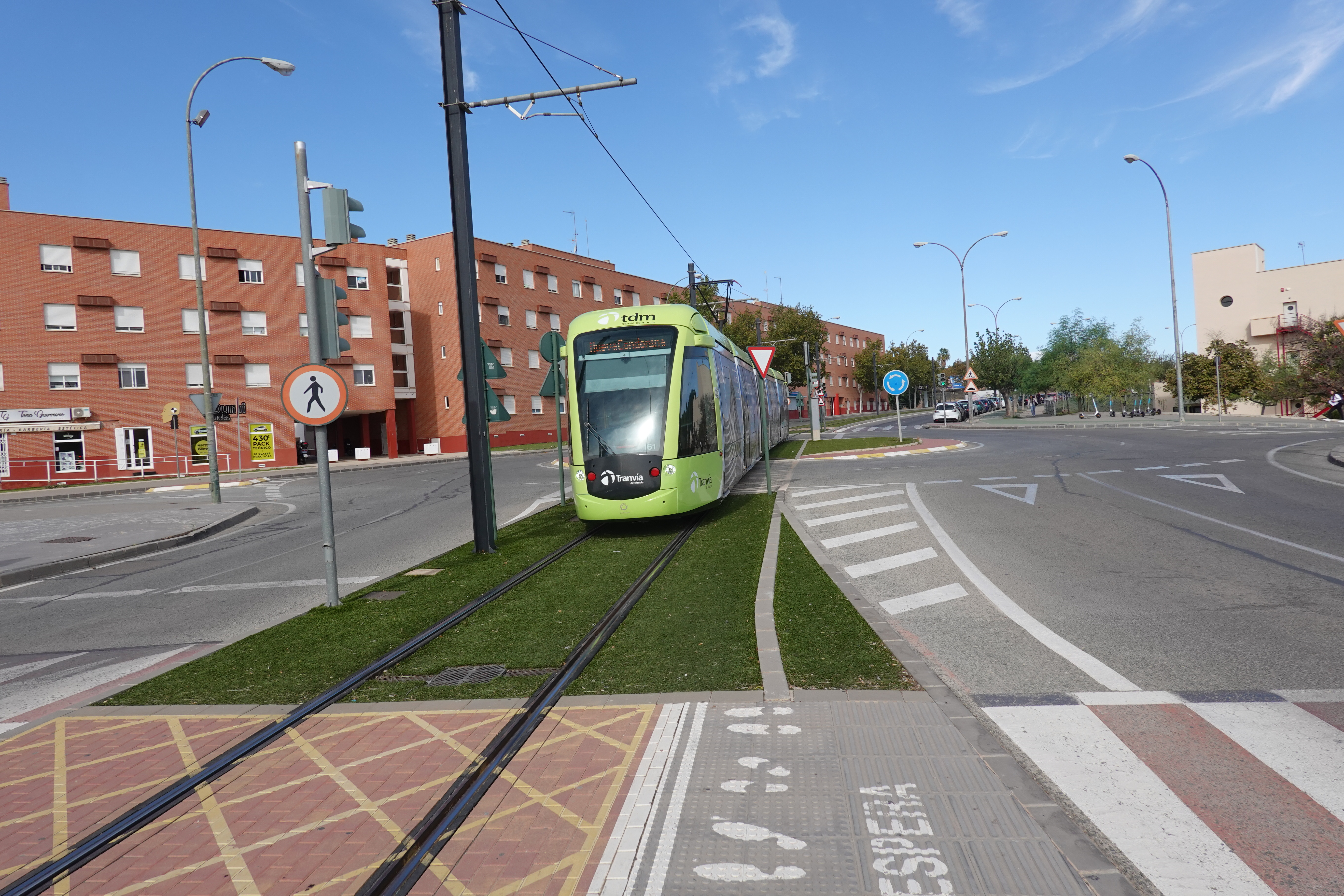
2023年撮影